# Малурени (Галац)
Малурени (рум. Mălureni) насеље је у Румунији у округу Галац у општини Никорешти. Oпштина се налази на надморској висини од 156 m.

## Становништво
Према подацима из 2002. године у насељу је живело 213 становника, од којих су сви румунске националности.